# Thysanotus chinensis
Thysanotus chinensis là một loài thực vật có hoa trong họ Măng tây. Loài này được Benth. miêu tả khoa học đầu tiên năm 1861.